# Pearl Mackie
Pearl Mackie (29 de mayo de 1987) es una actriz, bailarina y cantante británica. El 23 de abril de 2016 se anunció que había sido elegida para interpretar a la nueva acompañante del Duodécimo Doctor, Bill, en la longeva serie de ciencia ficción Doctor Who. Mackie se graduó de la Bristol Old Vic Theatre School en 2010 y en 2014 interpretó a Anne-Marie Frasier en la telenovela británica Doctors

## Vida y carrera

### Primeros años y educación
Pearl creció en Brixton, en el sur de Londres. Se licenció en teatro por la Universidad de Brístol, y habla francés y español. Durante sus estudios acudió a talleres y participó en varias obras extracurriculares. En 2010 se graduó en la Bristol Old Vic Theatre School.

### Carrera inicial
En 2013 apareció junto con Martin Freeman y Matt Berry en la comedia musical Svengali. En 2014 interpretó a Anne-Marie Frasier en la telenovela británica Doctors. En el mismo año interpretó a la joven genio de los ordenadores Mia en Crystal Springs en el Park Theatre de Londres. También se la pudo ver en sátira política Obama-ology en el teatro Finborough de Londres en donde interpretó a Cece. En el mismo año Mackie apareció en el corto Date Aid, una parodia satírica de los PSA británicos, en el que interpretó a Sarah. En 2015 actuó en el National Theatre en la producción del West End de El curioso incidente del perro a medianoche. En 2016 se anunció que Mackie sería Bill, la nueva acompañante del Doctor, en la serie de televisión Doctor Who.

## Vida personal
El 28 de junio de 2020, Mackie anunción en una publicación de Instagram que era bisexual. Ella y su novia, Kam Chhokar, anunciaron su compromiso el 19 de enero de 2022, y se casaron el 4 de mayo de 2024.

## Filmografía

### Cine
| Año  | Título       | Personaje             | Notas         |
| ---- | ------------ | --------------------- | ------------- |
| 2013 | Svengali     | F.O.H. girl           |               |
| 2015 | Date Aid     | Sarah                 | Corto         |
| 2018 | Origami      | Heather               | Corto         |
| 2019 | Greed        | Cathy                 |               |
| 2020 | The Deal     | Kabira                | Posproducción |
| 2020 | Copycats     | Lady Isabelle Sausage | Corto         |
| 2020 | Horizon Line | Pascale               |               |

### Televisión
| Año  | Título              | Personaje           | Notas                                         |
| ---- | ------------------- | ------------------- | --------------------------------------------- |
| 2014 | Doctors             | Anne-Marie Frasier  | Temporada 15, Episodio 195: "Love Is Blind"   |
| 2017 | Doctor Who          | Bill                | Temporada 10                                  |
| 2017 | The One Show        | Ella misma          | Invitada                                      |
| 2017 | This Morning        | Ella misma          | Invitada                                      |
| 2018 | Room 101            | Ella misma          | Invitada                                      |
| 2018 | Figures of Speech   | Narrador            | Temporada 3, Episodio: "The Gates to Freedom" |
| 2018 | The Crystal Maze    | La bella durmiente  | Invitada en un especial de Navidad            |
| 2018 | Gods of Medicine    | Elsa Powers         | 2 episodios                                   |
| 2019 | Urban Myths         | Kay                 | 1 episodio                                    |
| 2019 | Pops and Branwell   | Pops Popowski (voz) | Piloto                                        |
| 2020 | Friday Night Dinner | Lucy                | Temporada 6, Episodio 6: "The Females"        |

### Vídeos Musicales
| Año  | Artista       | Título | Personaje |
| ---- | ------------- | ------ | --------- |
| 2014 | Years & Years | "Real" | Clubber   |

## Teatro
| Año     | Título                                      | Personaje                               | Teatro                                            | Localización | Referencias   |
| ------- | ------------------------------------------- | --------------------------------------- | ------------------------------------------------- | ------------ | ------------- |
| 2010    | La comedia de las equivocaciones            | Adriana                                 | Circomedia                                        | Bristol      | [ 20 ] [ 21 ] |
| 2010    | The Crucible                                | Tituba                                  | Theatre Royal                                     | Bristol      | [ 22 ]        |
| 2012    | Only Human                                  | Nina                                    | Theatre 503                                       |              | [ 23 ]        |
| 2012    | Home                                        | Mujer 1/Pattie Mae                      | The Last Refuge                                   |              | [ 24 ]        |
| 2014    | Crystal Springs                             | Mia                                     | Park Theatre                                      | Londres      | [ 25 ]        |
| 2014    | Obama-ology                                 | Cece                                    | Finborough Theatre                                | Londres      | [ 26 ]        |
| 2014    | Disnatured: Shakespeare in Shoreditch       | Regan                                   | RIFT Theatre's Shakespeare in Shoreditch Festival |              | [ 27 ] [ 28 ] |
| 2014    | Hello Kind World                            |                                         | The Drayton Arms Theatre                          | Londres      | [ 29 ]        |
| 2015    | The Helen Project                           | Helena de Troya                         | The Face To Face Festival                         | Londres      | [ 30 ]        |
| 2015    | A Mad World, My Masters                     | Truly Kidman                            | Theatre Royal                                     | Brighton     | [ 31 ]        |
| 2015–16 | El curioso incidente del perro a medianoche | Chica Punk/Mujer de Información y No.40 | National Theatre                                  | Londres      | [ 32 ]        |
| 2018    | The Birthday Party                          | Lulu                                    | The Harold Pinter Theatre, West End               | Londres      |               |

## Premios y nominaciones
BBC Carleton Hobbs Award
- 2010: Outstanding Duologues (por la BOVTS obra Noughts & Crosses, compartido con Roddy Peters)